# Ernesto Giraudo
Ernesto Giraudo (all'anagrafe Ernesto Costanzo Luigi Giraudo) (Cuneo, 2 gennaio 1928 – Genova, 15 agosto 2022) è stato un calciatore italiano, di ruolo centrocampista.

## Carriera
Mediano, dopo un inizio alla Corniglianese e alla Sestrese, nella stagione 1949-1950 passò al Torino appena reduce dalla tragedia di Superga; qui esordì il 16 aprile 1950, in Torino-Triestina (3-1) e disputò tre stagioni in serie A con 26 partite ed una rete segnata, contro la Sampdoria (24 settembre 1950). Nel 1953-1954 passò all'Alessandria, allora in serie B, con cui disputò 47 partite e realizzò 3 reti in due stagioni.
Chiuse la carriera tornando per un'annata nella Sestrese.